# Rußschwalbenstar
Die   Rußschwalbenstar (Artamus cyanopterus) ist mit 35 Zentimetern ein sehr großer Vertreter aus der Familie der Schwalbenstarwandten. Ein anderer Trivialname für diese Art lautet  Graubrauner Schwalbenstar.

## Aussehen
Diese Tiere haben ein braunes Körpergefieder. Die langen, kräftigen Flügel sind, bis auf die hinteren Enden, welche mit einem langen, dünnen weißen Streifen versehen sind, schwarz. Der Schwanz ist ebenfalls schwarz, nur die Schwanzspitze ist weiß. Der Schnabel ist blaugrau. Die Beine und die Krallen sind ebenfalls schwarz. Äußerlich unterscheiden sich die Geschlechter im Gefieder nicht voneinander.

## Verbreitung und Lebensraum

Verbreitungskarte des Rußschwalbenstars

Der Rußschwalbenstar kommt in den Küstenwäldern Südaustraliens, Südostaustraliens und auf der Insel Tasmanien vor. Die Tiere aus den östlichen Verbreitungsgebieten und auf Tasmanien ziehen im Winter in nördlichere Lagen.

## Lebensweise
Diese sehr geselligen Tiere leben in Schwärmen von 100 oder mehr Exemplaren zusammen und ziehen durch die Landschaft. Der Rußschwalbenstar ernährt sich von Schmetterlingen, Libellen und Termiten, die er im Fluge hoch in der Luft fängt. Sie sind sehr gute Flieger, kommen aber am Boden nur schlecht zurecht. Diese Tiere helfen sich gegenseitig bei der Gefiederpflege. In der Nacht, manchmal auch am Tage sitzen die Rußschwalbenstare in Gruppen von bis zu 100 Tiere eng zusammen in den Kronen der Bäume. Ihr Ruf ist ein kurzer „brit-brit“-Laut.

## Fortpflanzung

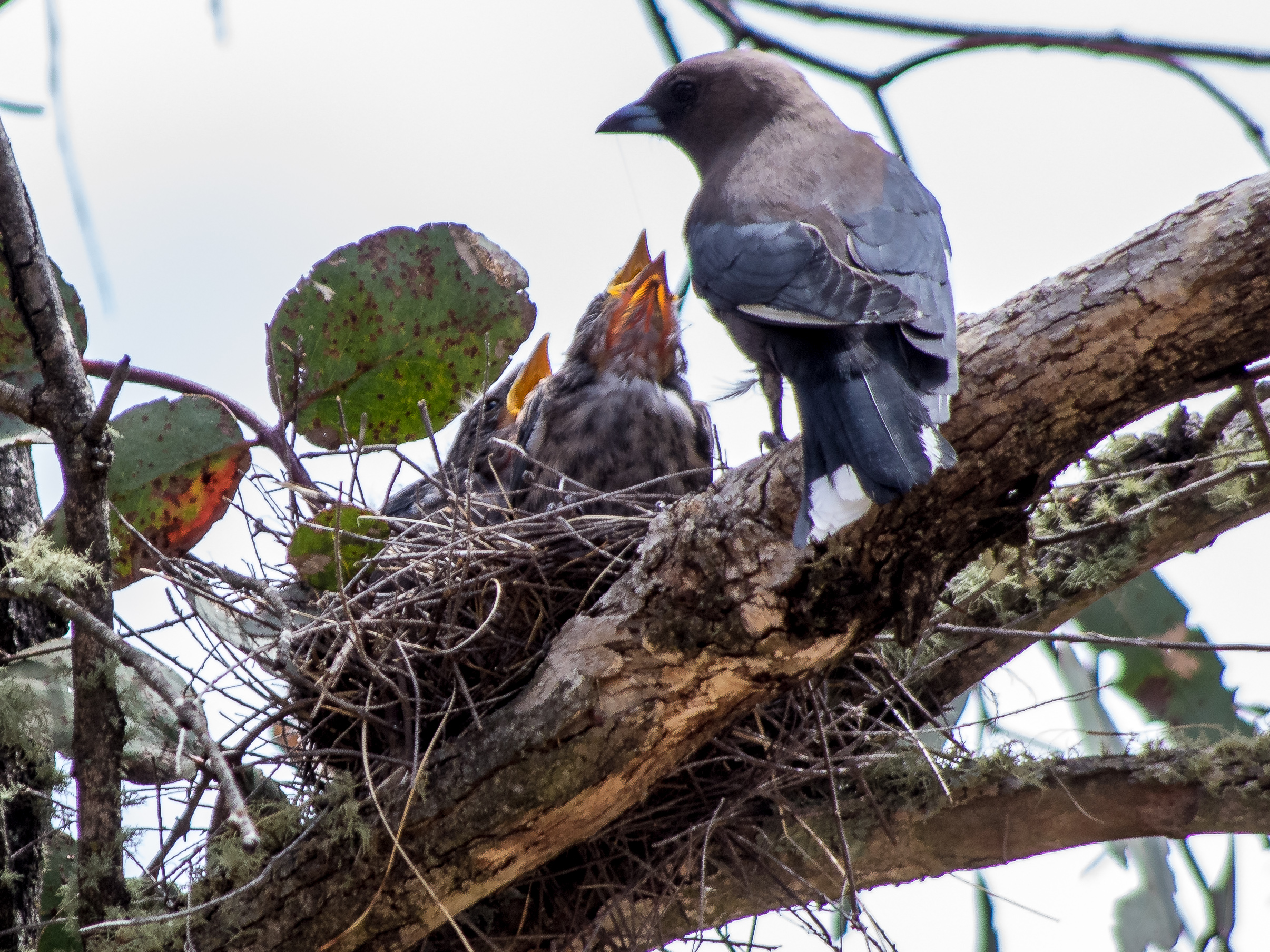
Nest des Rußschwalbenstars mit Jungen

In der Balzzeit bringt das Männchen dem Weibchen Futter und beide Partner flattern mit halb geöffneten Flügeln und rotierendem Schwanz solange neben einander, bis ihre Bewegungen vollkommen synchron sind, erst dann kommt es zur Paarung. Die Brutzeit dauert von August bis Januar. In dieser Zeit steckt sich jedes Brutpaar ein kleines Revier ab, trotzdem nisten oft mehrere Paare dicht nebeneinander. Das napfförmige Nest, das von beiden Altvögeln gemeinsam gebaut wird, besteht aus dünnen Zweigen, Gräsern und Wurzelteilen und wird zusätzlich mit grünen Pflanzenteilen versehen. Es wird in einem abgestorbenen Stamm oder anderen Höhlenöffnung, meist in einer Höhe von 1 bis 11 Metern über dem Erdboden angelegt. Es wurden schon Nester unter einem Haufen abgestorbener Rinde oder an der Basis von Palmwedeln gefunden. Das Weibchen legt 3 bis 4 weiße mit purpurbraunen Flecken versehene Eier. Die Brutdauer beträgt 16 Tage. Das Brutgeschäft übernehmen beide Altvögel. Die Jungen werden nach dem Schlupf von beiden Elternteilen 2 bis 3 Wochen lang im Nest mit Nahrung versorgt. Die Jungen haben ein geflecktes Gefieder. Nicht brütende Artgenossen, wie zum Beispiel Jungvögel aus dem vorangegangenen Jahr, unterstützten die Eltern bei der Versorgung der Jungen mit Futter.

## Gefährdung
Aufgrund ihrer weiten Verbreitung und das für diese Art keinerlei Gefährdungen bekannt sind, stuft die IUCN diese Art als (Least Concern) ungefährdet ein.